# Dirtnap Records
Dirtnap Records is een onafhankelijk platenlabel uit de Verenigde Staten dat zich vooral richt op punkmuziek. Het werd in 1999 opgericht door Ken Cheppaikode.

## Geschiedenis
Het label werd opgericht door Ken Cheppaikode in 1999 terwijl hij woonachtig was in Seattle, Washington. Hij kocht in 2005 de platenzaak Green Noise in Portland, Oregon en runt het label nu vanuit Portland. Cheppaikode richtte het label op terwijl hij werkte voor Mordam Records, een distributeur van vele punklabels en het Maximumrocknroll-magazine. Mordam distribueerde uiteraard ook Dirtnap Records. Vlak voordat het distributielabel in 2005 fuseerde met Lumberjack Distribution koos Cheppaikode er echter voor om over te stappen naar Redeye Distribution.
In 2006 stemde Dirtnap in met een exclusieve licentieovereenkomst met Railer Entertainment Music Licensing, wat leidde tot het verschijnen van nieuw materiaal van enkele bands die bij Dirtnap spelen op de soundtrack van de videogame skate..
Dirtnap richtte zich oorspronkelijk regionale bands en artiesten en gaf in het begin dan ook voornamelijk singles en splitalbums uit van lokale bands. Sindsdien heeft het label zijn focus verbreed en heeft in de millenniumjaren de aandacht getrokken van wat grotere bands, wat heeft geleid tot uitgaves van onder andere The Briefs, Epoxies, The Exploding Hearts, en later ook van The White Wires.
Begin 2007 begon Cheppaikode een sublabel genaamd Green Noise - naar de platenzaak - dat alleen vinyl uitgeeft.